# Ryzyko konwersji
Ryzyko konwersji – ryzyko występujące przy konsolidacji sprawozdań finansowych filii przedsiębiorstw zagranicznych (podmiotów stowarzyszonych lub zależnych), które mają obowiązek prowadzić rachunkowość zgodnie z przepisami obowiązującymi w danym kraju. Podmiot dominujący musi więc dokonać konwersji wartości wszystkich pozycji bilansu oraz rachunku zysków i strat swych zagranicznych podmiotów zależnych z waluty danego kraju na walutę rodzimą.